# PHOENIX (ダーツ)
PHOENIX（フェニックス）は、フェニックスダーツジャパン株式会社が販売するダーツマシン。

## 概要
2005年稼働開始。DARTSLIVEとは異なり専用機材を用いるタイプのマシンで、DARTSLIVE NETWORK SERVICE同様に専用カードを用いたスコア保存機能やネットワーク対戦機能などを持つ。専用カードは非接触ICカードとなっているのが大きな特徴で、筐体中心部にあるカード読み取り部にカードをかざすことでログインが可能。
ダーツマシン上部にある19インチ液晶画面は、マシン非使用時にはネットワーク側から配信した動画等を流すことができる。そのため歌手や映画のプロモーション等にも利用されており、過去に倖田來未、BoA、映画『トランスフォーマー』などのプロモーション動画が配信されている。
2008年12月には後継機種の「VSPHOENIX」（ブイエスフェニックス、以下「VS」）を発表。VSでは筐体内にカメラを2個（ダーツボード撮影用とプレイヤー撮影用）内蔵することができ、その場合カメラで撮影された動画が画面内に表示されるだけでなく、ネットワーク対戦で相手もカメラ内蔵の筐体の場合は対戦相手の動画も画面内に映し出されるため、よりネットワーク対戦の臨場感が増す仕様となっている（動画対戦機能は2010年2月24日より正式稼動）。また液晶画面も26インチワイド液晶に拡大された。なおVSと旧PHOENIXの間で対戦を行うことも可能である。
2011年10月には最新モデル「VSPHOENIX® S」がリリース。『Slim』、『Smart』、『Super』、『Sense』、『Speed』をコンセプトとして設計され、VSより奥行きがマイナス84mm、横幅マイナス40mmを実現。更にターゲット盤面部分のスリム・フラット化に加え、照明とナンバーリングのLED化が行なわれており、最大の特徴となっている。また、モニターもミッドマウント化（TOPマウントもオプションで可能）され見やすくなっている。
導入店舗数はPHOENIX・VS合計で約2500店舗（2024年7月現在）に達しており、DARTSLIVEシリーズ（2024年7月現在で約3200店舗）と並び日本有数の規模で展開されるダーツマシンとなっている。

## 会員サービス
会員向けWebサイトとしては「DARTSJAPAN」がある。Webでの会員機能の利用は当初無料だったが、2009年4月より有料化されたため、現在は一部機能を除いて月額315円（携帯電話での支払い）、もしくは300日間3000円（WebMoneyでの支払い）を支払い有料会員となる必要がある。
また専用カードを用いてプレイを行うことで「GOLD」と呼ばれるポイントが貯まる。GOLDにはプレイごとに貯まる基本GOLDのほか、アワードによるボーナスGOLD、対戦で勝利した場合に得られる勝利GOLDがある。貯まったGOLDを使うことで、ゲーム中の背景やエフェクト、サウンドなどを購入しカスタマイズすることが可能である（有料会員のみ）。